# Андрієвська-Боденчук Тетяна Михайлівна
Тетя́на Миха́йлівна Андріє́вська-Боденчу́к (нар. 21 вересня 1955, Одеса) — українська піаністка. Солістка Національної філармонії України. Народна артистка України (2016).

## Життєпис
Музичну освіту здобула в Одеській школі імені П. С. Столярського.
1978 — закінчила Одеську консерваторію (викладач Ольга Борисівна Маслак).
1981 — закінчила асистентуру-стажування при Київській консерваторії (керівник М. П. Сук).
З 1981 року — солістка Національної філармонії України (Київ).
Репертуар становлять твори композиторів-класиків і сучасних авторів.
Виступає з сольними програмами і в дуеті з братом Ігорем Андрієвським.
Бере участь у міжнародних фестивалях «Київ-Музик-Фест», «Прем'єри сезону», «Форум музики молодих», «Літні музичні вечори».
Доцент Національної музичної академії України.

## Визнання
1978 — Лауреатка Всеукраїнського конкурсу музикантів-виконавців ім. М. Лисенка (Львів, 2-а премія).
1994 — Лауреатка Міжнародного конкурсу ім. П. Лантьє (Париж, 3-я премія).
1998 — Заслужена артистка України (1998).
2016 — Народна артистка України.

## Родина
Чоловік — Боденчук Володимир Іванович (1955—2006), журналіст. Сини Юрій (1984), Ярослав (1986).
Брат — Андрієвський Ігор Михайлович, скрипаль.